# Комната 104
«Ко́мната 104» (англ. Room 104) — американский телесериал-антология, созданная Марком Дюплассом и Джеем Дюплассом. Премьера сериала состоялась на телеканале HBO 28 июля 2017 года.
В мае 2020 года HBO объявил, что четвёртый сезон станет для сериала последним; его показ завершился 9 октября 2020 года.

## Сюжет
Действие сериала происходит в номере 104 американской гостиницы и в каждом эпизоде рассказывает истории из жизни разных её постояльцев. Некоторые эпизоды комичны, другие — драматичны, а третьи и вовсе пронизаны темой ужасов и преступлений.

## В ролях
- Эпизод 1. Мелони Диас, Росс Партиридж, Итан Кент
- Эпизод 2. Джеймс Ван Дер Бик, Кларк Дьюк, Дэйви-Блю
- Эпизод 3. Орландо Джонс, Тони Тодд, Самира Лукмаан-Харрис, Дженни Леонхардт
- Эпизод 4. Джей Дюпласс, Уилл Транфо, Фрэнк Эшмор
- Эпизод 5. Каран Сони, Пурна Джагарннатан
- Эпизод 6. Дендри Тэйлор, Сара Хей
- Эпизод 7. Нэт Вулфф, Адам Фостер
- Эпизод 8. Эми Ландекер, Мэй Уитман
- Эпизод 9. Константин Лавиш, Вероника Фалькон
- Эпизод 10. Кейр Гилкрист, Хьюго Армстронг
- Эпизод 11. Натали Морган, Кета Меггет
- Эпизод 12. Филип Бейкер Холл, Эллен Гир

## Отзывы критиков
Сериал «Комната 104» получил в общем положительные отзывы критиков. На Metacritic сериал получил 65 баллов из ста на основе 22-х отзывов. На Rotten Tomatoes сериал держит 85 % «свежести» со средним рейтингом 6,6/10 на основе 33-х рецензий. Критический консенсус сайта гласит: «„Комната 104“ — пример удачного использования структуры антологии. Сериал рассказывает короткие истории, которые выстреливают чаще, чем промахиваются».